# Noul Testament de la Bălgrad

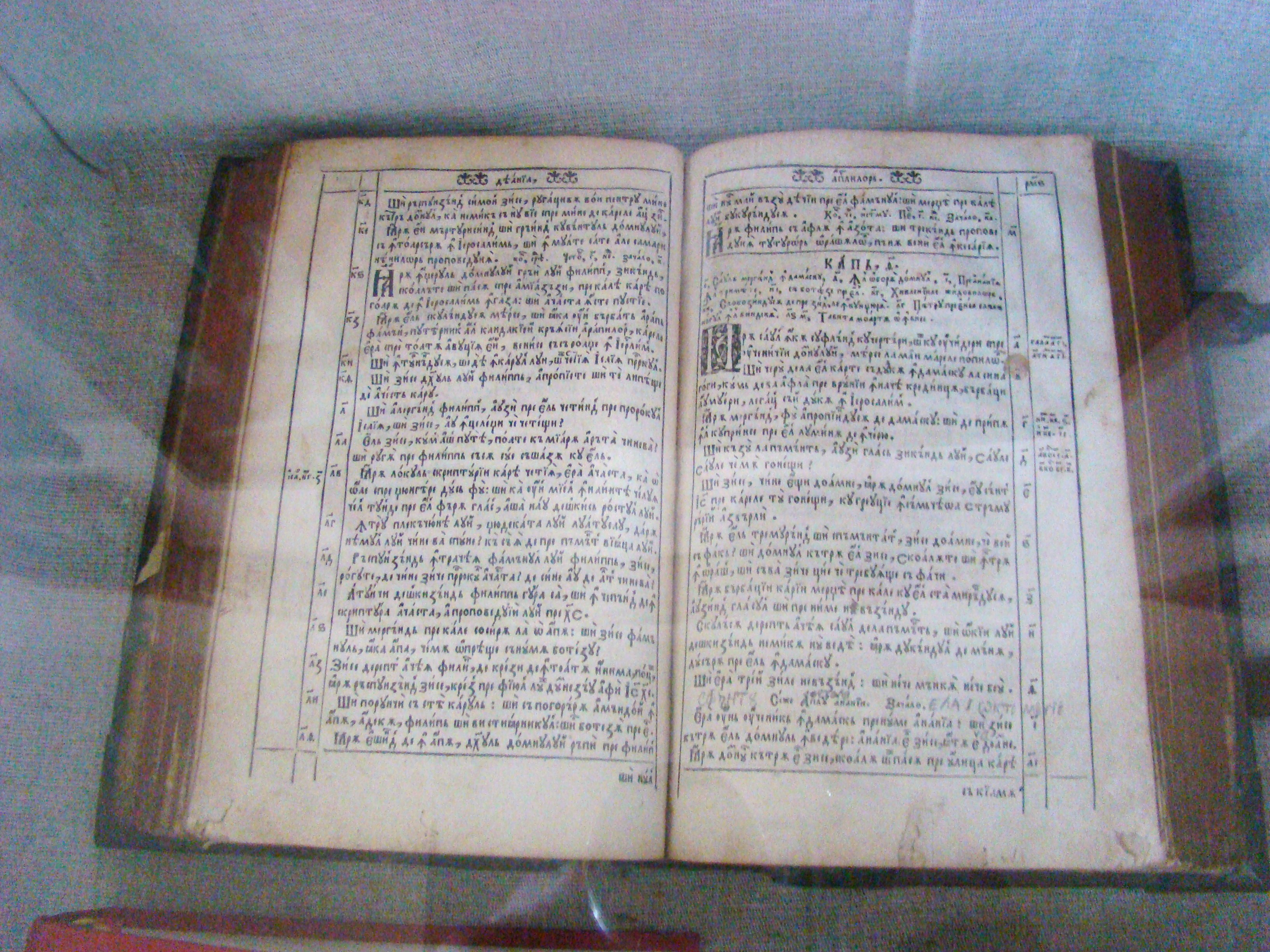
Noul Testament de la Bălgrad (1648))

Noul Testament de la Bălgrad este prima traducere integrală în limba română a Noului Testament, publicat în 1648 la Bălgrad (astăzi, Alba Iulia), în timpul principelui calvin Gheorghe Rákóczi I, sub coordonarea arhiepiscopului Simion Ștefan.

## Inițiativa traducerii
Nicolae Iorga (1904, p. 171) susține că Simion Ștefan a inițiat traducerea Noului Testament la cererea principelui calvin Gheorghe Rákóczi I.

## Traducători
Potrivit lui Nicolae Iorga, mitropolitul Simion Ștefan a găsit oameni nu între ardeleni, fiindcă numărul cărturarilor scăzuse considerabil de la 1582 (anul publicării Paliei de la Orăștie), ci în rândul călugărilor din Țara Românească, care au fost dispuși să lucreze pentru mitropolitul ardelean în ciuda afinităților sale calvine.

## Influențe reformate în predosloviile cărților biblice
Contrar celor afirmate de unii cercetători, NT de la Bălgrad conține elemente filocalvine.
(1) Autorul predosloviei la Evanghelia după Matei folosește numele protestant „2 Samuel” pentru a denumi cartea „2 Regi”.
(2) Ideea că Matei ar fi scris evanghelia sa în evreiește este respinsă. Autorul predosloviei la Matei consideră, conform tradiției protestante, că Matei trebuie să fi scris evanghelia direct în greacă.
(3) Cele trei titluri hristologice din teologia lui Calvin („Hristos este preot, profet și rege”) sunt folosite pentru a descrie statutul lui Hristos în predoslovile primelor două evanghelii (Matei și Marcu).
(4) Concepția lui Luther despre Epistolele sobornicești (Iacov, Iuda și Evrei) este criticată. Autorul predosloviilor adoptă o înțelegere mai echilibrată, tipic calvină, cu privire la inspirația Scripturii.
(5) Credința este definită ca „mână a sufletului”. Această metaforă se întâlnește frecvent în scrierile reformatorilor și ale puritanilor.
(6) Autorul predosloviilor vorbește în mod repetat despre „îndreptarea prin credință” și despre faptele bune ca o consecință a „îndreptării” (justificării). 
(7) Fapte 14:23 este tradus și comentat în conformitate cu înțelegerea calvinistă despre ierarhia bisericească.
(8) Predosloviile afirmă primatul Scripturii în interpretare.
(9) Sunt criticați „papiștii” și „jejuviții” de o manieră care evocă polemica reformată anticatolică  din secolele 16-17. 
(10) Concepția escatologică din predoslovia la 2 Tesaloniceni este similară celei susținute de Calvin.